# Instant Karma: All-Time Greatest Hits
Instant Karma: All-Time Greatest Hits è una compilation di John Lennon pubblicata nel 2002.

## Descrizione
Si tratta di una compilation su tre CD dedicata alla carriera del Lennon solista. La raccolta è parte di una serie economica in vendita nei grandi magazzini. Il primo disco, sottotitolato The Hits, contiene undici canzoni uscite su singolo. Il secondo disco, sottotitolo Sings Classic Rock 'N' Roll, contiene dieci reinterpretazioni da parte di Lennon di classici del rock and roll incisi durante le sessioni in studio del 1975 per l'album Rock 'n' Roll, più Blue Suede Shoes e Dizzy, Miss Lizzy, registrate dal vivo a Toronto nel 1969. Il terzo disco, sottotitolato The Classics Live, contiene dodici brani live incisi a New York City nell'agosto 1972 con la Elephant's Memory Band al Madison Square Garden, e Well (Baby Please Don't Go), registrata durante un concerto di Frank Zappa & The Mothers of Invention al Fillmore East nel giugno 1971 al quale avevano preso parte Lennon e Yoko Ono. Nessun brano inedito è incluso nella compilation.

## Tracce
- Tutti i brani sono opera di John Lennon, tranne dove indicato diversamente.

Disc 1 - The Hits
1. Instant Karma! (We All Shine On) – 3:20
  - John Ono Lennon & Plastic Ono Band
2. Happy Xmas (War Is Over) (John Lennon & Yōko Ono) – 3:34
  - John & Yoko/Plastic Ono Band con Harlem Community Choir
3. Jealous Guy – 4:15
  - John Lennon Plastic Ono Band & The Flux Fiddlers
4. Mind Games – 4:12
5. Whatever Gets You Thru the Night – 3:19
  - John Lennon & Plastic Ono Nuclear Band
6. # 9 Dream – 4:48
7. Stand by Me (Jerry Leiber, Mike Stoller & Ben E. King) – 3:26
8. (Just Like) Starting Over – 3:56
9. Woman – 3:26
10. Watching the Wheels – 3:32
11. Nobody Told Me – 3:32

Disc 2 - Sings Classic Rock 'N' Roll
1. Ain't That a Shame (Fats Domino & Dave Bartholomew) – 2:31
2. Angel Baby (Rosie Hamlin) – 3:44
3. Be-Bop-A-Lula (Tex Davis, Gene Vincent) - 2:38
4. Blue Suede Shoes (Carl Perkins) – 2:29
  - Dal vivo con la Plastic Ono Band a Toronto, 1969
5. Dizzy, Miss Lizzy (Larry Williams) - 3:09
  - Dal vivo con la Plastic Ono Band a Toronto, 1969
6. Medley: Rip It Up/Ready Teddy (Robert Blackwell, John Marascalco) - 1:34
7. Peggy Sue (Buddy Holly) - 2:05
8. You Can't Catch Me (Chuck Berry) - 4:53
9. Slippin' and Slidin' (Eddie Bocage, Al Collins, "Little Richard" Penniman & James H. Smith) - 2:17
10. Do You Want to Dance (Bobby Freeman) - 2:54
11. Sweet Little Sixteen (Chuck Berry) - 3:01
12. Just Because (Lloyd Price) - 4:25

Disc 3 - The Classics Live
1. (Well) Baby Please Don't Go (Walter Ward) – 4:30
  - Registrata dal vivo da John & Yoko/Plastic Ono Band con Frank Zappa & Mothers of Inventions al Fillmore East, giugno 1971
2. New York City - 3:38
  - Registrata dal vivo da John Lennon con Elephant's Memory al Madison Square Garden, agosto 1972
3. It's So Hard - 3:18
  - Registrata dal vivo da John Lennon con Elephant's Memory al Madison Square Garden, agosto 1972
4. Woman Is the Nigger of the World (John Lennon & Yoko Ono) - 5:30
  - Registrata dal vivo da John Lennon con Elephant's Memory al Madison Square Garden, agosto 1972
5. Well, Well, Well - 3:51
  - Registrata dal vivo da John Lennon con Elephant's Memory al Madison Square Garden, agosto 1972
6. Instant Karma! (We All Shine On) - 3:40
  - Registrata dal vivo da John Lennon con Elephant's Memory al Madison Square Garden, agosto 1972
7. Mother - 4:59
  - Registrata dal vivo da John Lennon con Elephant's Memory al Madison Square Garden, agosto 1972
8. Come Together - 4:20
  - Registrata dal vivo da John Lennon con Elephant's Memory al Madison Square Garden, agosto 1972
9. Imagine - 3:17
  - Registrata dal vivo da John Lennon con Elephant's Memory al Madison Square Garden, agosto 1972
10. Cold Turkey - 5:29
  - Registrata dal vivo da John Lennon con Elephant's Memory al Madison Square Garden, agosto 1972
11. Hound Dog (Jerry Leiber & Mike Stoller) - 3:09
  - Registrata dal vivo da John Lennon con Elephant's Memory al Madison Square Garden, agosto 1972
12. Give Peace a Chance (John Lennon) - 1:01
  - Registrata dal vivo da John Lennon con Elephant's Memory al Madison Square Garden, agosto 1972